# Ljublino (metropolitana di Mosca)
Ljublino (in russo Люблино?) è una stazione della Metropolitana di Mosca situata sulla Linea Ljublinsko-Dmitrovskaja. Fu inaugurata il 25 dicembre 1996, come porzione del secondo tratto dell'estensione sud-orientale del ramo Ljublinskij. La stazione presenta un design ad ambiente unico, con banchina centrale (opera degli architetti V.Filippov e S.Beljakova); è dedicata all'architettura delle città situate nei dintorni di Mosca, infatti il quartiere di Ljublino era in origine una città, prima di essere inglobato dalla capitale nel 1961.
La stazione consiste in una volta divisa in due metà, che si raccordano al culmine dove una nicchia contiene gli elementi di illuminazione. Le volte bianche si trasformano gradualmente nelle mura della stazione, che sono ricoperte in marmo scuro nella parte bassa. Sopra le porte di uscita vi sono due medaglioni che mostrano lo stemma del quartiere di Ljublino.
La stazione conta due ingressi sotterranei, posti sotto le vie Krasnodarskaja e Sovchoznaja; le uscite sono coperte da pensiline chiuse in metallo.